# Ноћи у вртовима Шпаније
Ноћи у вртовима Шпаније (шп. Noches en los jardines de España) је музички комад који је компоновао шпански композитор Мануел де Фаља (1876-1946).
Фаља је започео ово дело као збирку ноктурна за соло клавир 1909. године, али пијаниста Рикардо Вињес му је сугерисао да ноктурна преради у комад за клавир и оркестар. Фаља је дело завршио 1915. године и посветио га Рикарду Вињесу.
Први пут је изведено 9. априла 1916. године у Краљевском театру у Мадриду. Мадридским симфонијском оркестром дириговао је Енрике Фернандез Арбос, а клавир је свирао Хосе Кубилес. Недуго након премијере, Ноћи у вртовима Шпаније су се могле чути у Сан Себастијану. Овога пута је на месту солисте био Рикардо Вињес, а оркестар и диригент су остали непромењени. Артур Рубинштајн је био у публици те вечери и дело је представио у Буенос Ајресу. Париска премијера је била у јануару 1920. године: пијаниста је био Хоакин Нин, а оркестром је поново дириговао Фернандез Арбос. На концерту одржаном 1921. године у лондонском Квинс Холу, под диригентском палицом Едварда Кларка, солиста је био сам композитор.
Дело описује три врта:
- У Хенералифеу (шп. En el Generalife) - први вртови се налазе у Хенералифеу, летњиковцу маварског краља у близини Алхамбре.
- Далека игра (шп. Danza lejana) - други врт је непознат и евоцира егзотичну игру.
- У вртовима Сијера де Кордобе (шп. En los jardines de la Sierra de Córdoba) - трећи вртови су у Сијера де Кордоби у Шпанији и евоцирају циганске игре и песме за време прославе празника Chorpus Christi.

Фаља је Ноћи у вртовима Шпаније описао као "симфонијске импресије“. Клавирска деоница је разрађена, блистава и речита, али ретко доминантна. Оркестарска партитура је раскошна. Ради се о најизразитијем импресионистичком делу андалузијског композитора.

#### Инструментација
Дело је изворно написано за: клавир, 3 флауте и пиколо, 2 обое и енглески рог, 2 кларинета, 2 фагота, 4 хорне, 2 трубе, 3 тромбона и тубу, тимпане, чинеле, триангл, челесту, харфу и гудачке инструменте.
Извођење приближно траје између 22 и 26 минута.